# تقنية التلفاز

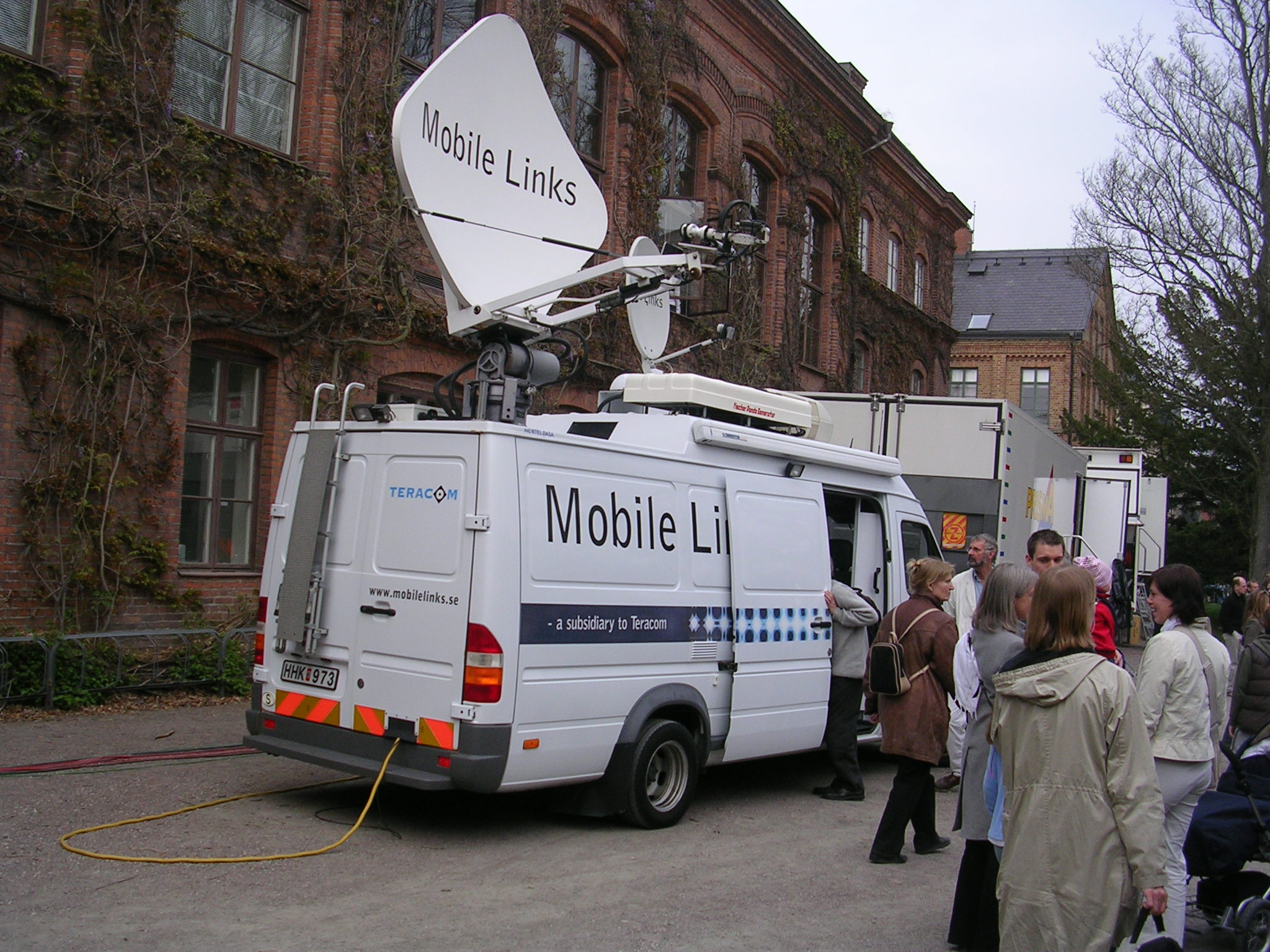

تطورت تقنية التلفاز منذ أيامها الأولى التي استعملت فيها النظام الميكانيكي الذي اخترعه بول غوتليب نيبكو في 1884. يعمل كل نظام تلفازي على مبدأ الفحص الذي حُقق أول مرة في القرص الفاحص الدوار لنيبكو. يشغل هذا صورة ثنائية الأبعاد في سلسلة زمنية من الإشارات التي تحدد الإضاءة واللون لكل عنصر أولي في الصورة. بتكرار هذه الصورة ثنائية البعد بسرعة كافية، ينشأ انطباع الحركة أيضًا. من أجل أن يشكل الجهاز المستقبِل الصورة، تُضمَّن معلومات المزامنة في الإشارة حتى تضع كل سطر في مكانه الصحيح من الصورة، وتحدد الوقت الذي تتشكل فيه صورة كاملة وتتبعها صورة أخرى جديدة.
كانت أنظمة الفحص الميكانيكي تُستعمَل كثيرًا، ثم جعل تطور أنابيب التصوير الإلكتروني والشاشات التلفازَ وسيلة نقل عملية. مع بداية القرن العشرين، أمكن تقنيًا استبدال الإشارات الرقمية للتلفزة بالإشارات التماثلية. لم يعد كثير من مشاهدي التلفاز يستعملون اللاقط لاستقبال البث الهوائي، بل أصبحوا يعتمدون على أنظمة التلفاز الكبليّ. تتكامل هذه الأنظمة بازدياد مع أنظمة الهاتف والإنترنت.Geostationaryjava3D

## عناصر النظام التلفازي

### عناصر نظام البث التلفازي البسيط هي
- مصدر للصورة. وهو إشارة إلكترونية تمثل صورة مرئية، وقد يكون مصدرها كاميرا فيديو احترافية في حالة البث المباشر، أو شريط فيديو في حالة تشغيل الصور المسجلة، أو بثًا سينمائيًا بفاحص نقطي طائر ليحرك الصور إلى فيديو.
- مصدر للصوت. وهو إشارة إلكترونية من ميكروفون أو من مخرج صوتي لجهاز تسجيل فيديو.
- مُرسِل يولد إشارات راديوية ويشفر معها معلومات الصوت والصورة.
- لاقط تلفازي مشفوع بخرج المُرسِل لبث الإشارات المشفرة.
- لاقط تلفازي لاستقبال أمواج البث.
- مستقبِل يحلل الإشارات ويستخرج معلومات الصوت والصورة منها، ويوصَل دخلُه بلاقط التلفاز.
- جهاز عرض، يحول الإشارات الإلكترونية إلى صور مرئية.
- مكبر صوت يحول الإشارات الإلكترونية إلى أمواج صوتية (كلام أو موسيقا أو أصوات أخرى) لترافق الصور.

تتضمن أنظمة التلفاز العملية معدات لتحديد مصادر صورة مختلفة، وجمع صور من عدة مصادر معًا، وإدخال إشارات فيديو مسجلة من قبل، ومزامنة الإشارات من مصادر متعددة، وإدارة توليد الصورة من حاسوب لأهداف مثل تحديد محطة البث. إن المرفق الذي يحوي هذه المعدات ويوفر المساحة للمنصات والمجموعات والمكاتب وغيرها يُدعى استديو التلفاز، وقد يوضع على بعد أميال من المرسِل. يكون تواصل المرسل والاستديو بكبل مخصص أو نظام راديو.
كانت الإشارات التلفازية سابقًا لا تُرسَل إلا من مرسلات أرضية. تختلف جودة الاستلام كثيرًا، وتعتمد كثيرًا على الموقع ونوع اللاقط. قاد هذا إلى انتشار اللواقط الكبير السطحية الكبير من أجل تحسين الاستقبال في ستينيات القرن العشرين، وحلت هذه اللواقط محل اللواقط ثنائية القطب أو «أُذنا الأرنب»، ولكنها بقيت شائعة مع ذلك. انتشرت بعد ذلك أيضًا دوارات اللواقط، وهي محركات مؤازرة توضع على رأس المجموعة في مكان تثبيت اللاقط، لإتاحة تدوير اللاقط حتى يتجه إلى المرسِل المُراد.
في معظم المدن اليوم، تقدم مقدمات التلفاز الكبلي إشارات في أكبال محورية أو ليفية ضوئية، ويكون ذلك مقابل رسوم. قد تصل الإشارات من الأقمار الصناعية في المدارات المتزامنة مع الأرض، وتستقبلها هوائيات مكافئة (أطباق استقبال قطعية مكافئة)، وهي كبيرة للإشارات التماثلية ولكنها أصغر جدًا للإشارات الرقمية. مثل مقدمي الأكبال، يطلب مقدمو الأقمار الصناعية أيضًا رسومًا، وهي غالبًا أقل من الأنظمة الكبلية. قادت مناسبة أسعار الاستقبال الفضائي وأحجامها إلى انتشار أطباق استقبال صغيرة خارج منازل وشقق كثيرة.
قد تُدرَج الإشارات الرقمية في أي مكان في السلسلة لتقدم جودة أفضل في إرسال الصورة، وتقليلًا في عرض الحزمة، وتأثيرات خاصة، وحماية للمُرسَلات من دخول غير المشتركين بها. قد يكون لكل بيت اليوم الاختيار بين استقبال أمواج تماثلية أو فائقة الدقة بالهواء، أو استقبال أمواج تماثلية أو رقمية فائقة الدقة من شركة تلفاز كبلية بالأكبال المحورية، أو حتى من شركة هاتف عبر الخطوط الليفية الضوئية. في الشارع، يمكن استقبال التلفزة بتلفازات صغيرة جيبية، مسجلةً في شريط أو مشغل فيديو رقمي، أو مشغلة على هواتف محمولة أو خلوية، أو عبر اتصال إنترنت سريع عريض الحزمة.

## تقنيات العرض
توجَد اليوم أنواع عديدة من عارضات الفيديو تُستعمل في التلفازات الحديثة:
- أنبوب الأشعة المهبطية (سي آر تي CRT): قبل أول عقد من القرن الواحد والعشرين، كانت أكثر الشاشات شيوعًا هي أنابيب الأشعة المهبطية مباشرة العرض، وكان قياس أقطارها نحو 100 سم (40 إنشًا) في (في نسبة 4:3) و155 سم (45 إنشًا) (في نسبة 16:9). إن الجزء المرئي من إشارة بث لجنة نظام التلفاز الوطني لها دقة مكافئة تبلغ 449 × 483 بكسلًا مستطيلًا.
- يمكن أن يكون حجم شاشات الإسقاط الخلفي أكبر (254 سم (100 إنش) وأكبر)، وهي تستخدم تقنية الإسقاط. تستعمل ثلاثة أنواع من الاستقبال في التلفازات: القائمة على أنبوب الأشعة المهبطية (سي آر تي)، والقائمة على العرض البلوري السائل (إل سي دي LCD)، والقائمة على المعالجة الرقمية للضوء (دي إل بّي DLP)، والقائمة على الكريستال السائل على السيليكون (دي-آي إل إيه D-ILA) و(إل سي أو إس LCOS). توفر تلفاز الإسقاط تجاريًا منذ سبعينيات القرن العشرين، ولكنه في ذلك الوقت لم يستطع أن يوائم حدة الصورة في أنبوب الأشعة المهبطية.
- من تنويعاته: جهاز إسقاط الفيديو، وهو جهاز يسقط الصورة على شاشة باستعمال تقنيات مشابهة. يُدعى هذا عادةً الإسقاط الأمامي.
- الشاشة المسطحة (وتكون قائمة على العرض البلوري السائل أو البلازما): تستعمل المجموعات التلفازية المسطحة نسيجَ عرض بلوري سائل فعال أو تقنية عرض البلازما. لا تتجاوز ثخانة شاشات العرض البلوري السائل (إل سي دي) وشاشات البلازما 25.4 ميليمتر (إنش واحد)، ويمكن تعليقها على الحائط كلوحة أو وضعها على قاعدة. يمكن أن تستعمل بعض الأنواع أيضًا كشاشات للحواسيب.
- «إل إي دي LED» (الثنائي الباعث للضوء) (لا تختلط بأضواء «إل إي دي» الخلفية المستعملة خلف بعض شاشات العرض البلوري السائل «إل سي دي» التي يُروج لها بالاسم نفسه «إل إي دي LED») هي التقانة المفضلة اليوم لشاشات العرض الخارجية الكبيرة كشاشات الملاعب وغيرها، وما صارت المفضلة إلا بعد اختراع الثنائي الباعث للضوء شديد السطوع والأجهزة الإلكترونية المناسبة لاحتضانها. وهي تتيح إمكانية وجود شاشات عرض كبيرة ضخمة، الأمر الذي لا تتيحه التقنيات الأخرى حتى اليوم.
- تستخدم تقنية «أو إل إي دي OLED» (الثنائي الباعث للضوء العضوي) اليوم (2019) في شاشات الأجهزة الذكية الراقية والتلفازات. خلافًا لشاشات «إل سي دي»، فإن تقنية «أو إل إي دي OLED» يمكن أن ينظَر إلى شاشاتها من زوايا حادة جدًا، وليس فيها بطء أو تأخر في البكسلات، وتقدم نسبَ تباين عالية جدًا بالمقارنة مع شاشات أنبوب الأشعة المهبطية، ولونها الأسود داكن جدًا. يمكن لهذه الشاشات أن تكون شديدة الرقة وخفيفة الوزن، ويمكن لها نظريًا على الأقل أن تُجعَل مرنةً حتى تنثني عندما لا تكون في الاستعمال.

لكل تقنية إيجابياتها وسلبياتها. لشاشات البلازما والإسقاط الأمامي زوايا عرض واسعة (180 درجة تقريبًا)، فلعلها هي أفضل الخيارات للمسرح المنزلي الذي يكون أمامه نظام مقاعد واسع. لا تعمل شاشات الإسقاط الخلفي جيدًا في ضوء النهار أو في الغرف المضاءة جيدًا، ولا تناسب إلا الأماكن المظلمة.

## المصطلحات والتوصيفات
دقة العرض هي عدد البكسلات في سطر واحد من الشاشة. قبل عام 2000، كانت دقة الخطوط العرضية هي الطريقة المعتمدة لقياس الفيديو التماثلي. على سبيل المثال، كانت الشاشات توصَف مثلًا بأن لها 250 خطًا من الدقة تحسَب بدائرة يكون مركزها في منتصف الشاشة. بالإشارات التماثلية، يكون عدد الخطوط العمودية ومعدل الإطارات مناسبًا تمامًا لعرض حزمة الإشارة المرسَلة.
تعني الدقة المعتادة 720×480 أو 720×576 أن عرض التلفاز يملك 720 بكسلًا عرضيًا و480 أو 576 بكسلًا على المحور العمودي (الشاقولي). كلما زادت دقة شاشة العرض، زادت حدة الصورة. نسبة التباين هي قياس المدى بين أسطع نقطة وأدكن نقطة في الشاشة.
كلما زادت نسبة التباين، كانت الصورة أفضل مظهرًا من ناحية الغنى والعمق وتفاصيل الظل. يقيس سطوع الصورة حيوية الألوان وتأثيرها. ويُقاس بالقنديلة على المتر المربع (cd/m²).
بالمقابل، إن إعدادات التحكم بالسطوع والتباين -المسماة هكذا- في التلفازات والشاشات، تُستعمل عادة للتحكم بجوانب مختلفة من عرض الصورة. يتحكم إعداد السطوع بنسبة السواد، فيؤثر في سطوع الصورة أو شدتها، أما إعداد التباين فيتحكم بمدى تباين الصورة.

## حزم.ة الإرسال
تعمل التلفازات بحزم تختلف باختلاف البلد. تُستخدم على العموم إشارات التردد العالي جدًا والتردد فوق العالي في الحزم الثالثة إلى الخامسة. لا تتيح الترددات الأقل عرض حزمة مناسبًا للتلفاز.
تستعمل البلدان التي تعمل على تردد 60 هرتزًا لخط الطاقة معدل إطار يقارب ثلاثين إطارًا في الثانية، أما البلدان التي تعمل على تردد 50 هرتزًا فتستعمل 25 إطارًا في الثانية. تُستعمل هذه المعدلات لتقليل التشوه في الصور قدر الإمكان، والذي ينشأ أحيانًا عن المستقبلات التماثلية. ولكل معدل إطارات، تستعمل إشارة تماثلية فيها 400 خط لكل إطار عرضَ حزمة أقل من ذلك الذي تستعمله الإشارات التي تحوي 600 أو 800 خط في كل إطار. يتطلب عرض الحزمة الكبير تصميمًا أشد تعقيدًا للمستقبل، وهو يتطلب أيضًا ترددات راديوية أعلى، وقد يحدد عدد القنوات التي يمكن أن تتوضع في منطقة معينة، فالترددات التي يعمل عليها التلفاز هي نفسها التي تطلبها بشدة خدمات أخرى كالطيران والراديو المحمول الأرضي والهواتف المحمولة.
مع أن قناة بي بي سي استعملت في البداية الحزمة الأولى في التردد العالي جدًا بتردد 45 ميغاهرتز، فإن هذا التردد (في المملكة المتحدة) لم يعد مستعملًا لهذا الغرض. تُستعمل الحزمة الثانية لإرسالات راديو «إف إم FM». تكون الترددات الأعلى أقرب إلى الضوء ولا تخترق الأبنية أو تعبر العوائق كي تُستعمل للبث التلفزي العادي، فلا تُستخدم عادة إلا لخدمة التوزيع متعددة القنوات والنقاط والتلفزة بالأقمار الصناعية، وهاتان الأخيرتان تستعملان الترددات من 2 إلى 12 غيغاهرتز. تنقل أنظمة التلفزة في معظم البلدان الفيديو على إشارة «إيه إم AM» (تعديل السعة) والصوت على إشارة «إف إم FM» (تعديل التردد. ومن الاستثناءات فرنسا، فهي تنقل الصوت على إشارة «إيه إم».